# حفرة مزدوجة (بركان)
الحفرة المزدوجة (بالإنجليزية: Double Crater)‏ هي بركان منقرض من عصر البليستوسين داخل الحقل البركاني في سان فرانسيسكو، شمال فلاغستاف، أريزونا. تقع الحفرة في الجنوب الشرقي من فوهة الغروب.